# Real Santa Barbara
El Real Santa Barbara fue un equipo de fútbol de los Estados Unidos que jugó en la American Professional Soccer League, la desaparecida primera división nacional.

## Historia
Fue fundado el 7 de noviembre de 1988 en la ciudad de Santa Barbara, California como parte de la Western Soccer League y su nombre era en alusión al Real Madrid CF de España aunque sus colores no eran los mismos. Fue uno de los equipos de expansión de la temporada 1989 de la Western Soccer League en la que no logró clasificar a playoffs, siendo ésta la última temporada de la liga.
Al año siguiente se fusionan la American Soccer League con la Western Soccer League para dar origen a la American Professional Soccer League, de la cual el Real Santa Barbara sería uno de los equipos fundadores. Clasificaría por primera vez a los playoffs donde sería eliminado en la primera ronda por el Los Angeles Heat. Desaparecería a finales de 1990.

## Temporadas
| Año  | División | Liga | Temporada Regular | Playoffs          | US Open Cup  |
| ---- | -------- | ---- | ----------------- | ----------------- | ------------ |
| 1989 | N/A      | WSL  | 3.º, South        | No clasificó      | No participó |
| 1990 | N/A      | APSL | 4.º, WSL South    | WSL Primera Ronda | No participó |

## Jugadores

### Jugadores destacados
| - Paul Krumpe - Alex Basso | - Tim Vom Steeg |

## Entrenadores
- Andy Kuenzli (1988-90)
- Valery Volostynkh (1990)